# ریچارد استاکتون فیلد
ریچارد استاکتون فیلد (به انگلیسی: Richard Stockton Field) سناتور سابق عضو حزب جمهوری‌خواه ایالات متحده آمریکا بود. وی در سال ۱۸۶۲ تا ۱۸۶۳ میلادی سناتور ایالت نیوجرسی در سنای ایالات متحده آمریکا بود.